# Cúla4
Cúla4 (irlandese: Cúla Ceathair) è un canale televisivo autonomo con programmazione in lingua irlandese, gestito da TG4 e rivolto ai bambini di lingua irlandese in Irlanda e in Irlanda del Nord. Il canale trasmette in chiaro dalle 6:00 alle 19:54, condividendo la frequenza con TG4+1, che inizia la programmazione alle 20:00.

## Storia
La rete fu fondata nel 1996 con il nome di Cúlabúla, in concomitanza con il cambio di denominazione da TnaG a TG4. Nel 1999, Cúlabúla venne rinominata Cúla4. Il 1º settembre 2009, Cúla4 fu lanciata come canale separato per gli abbonati UPC, posizionata al canale 602. Il lancio sulla piattaforma UPC coincise con l’introduzione di una nuova programmazione.
Nel novembre 2021, TG4 annunciò l’intenzione di lanciare Cúla4 come canale disponibile su tutte le piattaforme televisive irlandesi. All’inizio di settembre 2023 fu avviata una campagna pubblicitaria per promuovere il canale, con spot trasmessi in televisione e nei cinema. Il canale fu ufficialmente lanciato l’8 settembre alle ore 16:00, sostituendo la trasmissione in simulcast su Virgin Media e venendo aggiunto anche alla piattaforma Sky in Irlanda. Il primo programma trasmesso sul canale fu un episodio di Pat the Dog.

## Programmazione
La maggior parte della programmazione di Cúla4 consiste in un mix di contenuti nazionali e internazionali, doppiati o sottotitolati in lingua irlandese. Cúla4 collabora con emittenti televisive internazionali per realizzare versioni doppiate in irlandese di serie trasmesse su canali come Nickelodeon, Cartoon Network, PBS e Discovery Family. Collabora inoltre con studi di animazione locali per produrre serie adattate al pubblico irlandese. La programmazione è interamente in irlandese o bilingue (irlandese e inglese), a differenza dei suoi concorrenti, che trasmettono prevalentemente contenuti in lingua inglese.

### Cúla4 ar Scoil
Cúla4 Ar Scoil è stato lanciato nell’aprile 2020 in risposta alla chiusura di tutte le scuole nella Repubblica d’Irlanda durante la pandemia di COVID-19, successivamente al lancio di Home School Hub da parte di RTÉ nel mese di marzo. Il programma è stato registrato in Connemara e presentava lezioni quotidiane della durata di 30 minuti, condotte dagli insegnanti Caitríona Ní Chualáin e Fiachra Ó Dubhghaill.[1] Una seconda serie è iniziata nel mese di settembre, con la partecipazione degli insegnanti Orla Ní Fhinneadha e Micheál Ó Dubhghaill.

## Riferimenti
1. ↑   TG4 - Irish language channel - Telifis na Gaelige - Corporate - Press Releases, su tg4.ie. URL consultato il 15 Agosto 2009 (archiviato dall'url originale il 15 agosto 2009).
2. ↑  (EN) Tús Áite: Cainéal nua Cúla 4, su RTE Radio, 19 novembre 2021. URL consultato il 6 giugno 2025.
3. ↑  (EN) TG4 to appoint kids’ channel manager and boost current affairs content, su The Irish Times. URL consultato il 6 giugno 2025.
4. ↑  (EN) TG4 to launch new school programme for children in Irish language schools - Extra.ie, su extra.ie, 10 aprile 2020. URL consultato il 6 giugno 2025.
5. ↑   LimerickLeader.ie,  https://www.limerickleader.ie/news/home/572514/limerick-college-teams-up-with-tg4-for-series-two-of-cula4-ar-scoil.html.
6. ↑   ILoveLimerick.ie,  https://www.ilovelimerick.ie/cula4-ar-scoil-3/. URL consultato il 17 September 2020.